# Patagonische negenspriet
De Patagonische negenspriet (Brachymyrmex patagonicus) is een mierensoort uit de onderfamilie van de schubmieren (Formicinae). De wetenschappelijke naam van de soort is voor het eerst geldig gepubliceerd in 1868 door Mayr.

## Kenmerken
De Patagonische negenspriet is een kleine, bruine mierensoort. Deze lijkt op de nauw verwante Mexicaanse negenspriet (Brachymyrmex obscurior).

## Verspreiding
Het oorpronkelijke leefgebied van de Patagonische negenspriet bestaat uit Zuid-Amerika. Als exoot komt de soort ook voor in het zuidoosten van de Verenigde Staten en in Nederland.

## Ecologie
Nesten van de Patagonische negenspriet zijn vaak talrijk binnen dezelfde plaats en onderling tolerant. Deze nesten kunnen zowel gevonden worden in natuurlijke als door de mens verstoorde omgevingen. Voorbeelden van gebruikte natuurlijke habitats zijn naaldbossen en gemengde bossen, stranden en prairies.
Het dieet van deze mierensoort bestaat grotendeels uit honingdauw. Daarnaast worden ze aangetrokken door zoetigheden.